# Perscheloribates setiger
Perscheloribates setiger är en kvalsterart som först beskrevs av P. Balogh 1988.  Perscheloribates setiger ingår i släktet Perscheloribates och familjen Scheloribatidae. Inga underarter finns listade i Catalogue of Life.